# Peter O'Toole
Peter Seamus O'Toole (Leeds, 2 agosto 1932 – Londra, 14 dicembre 2013) è stato un attore britannico.
O'Toole è considerato uno dei più grandi attori britannici del Novecento, in campo sia teatrale sia cinematografico.

## Biografia

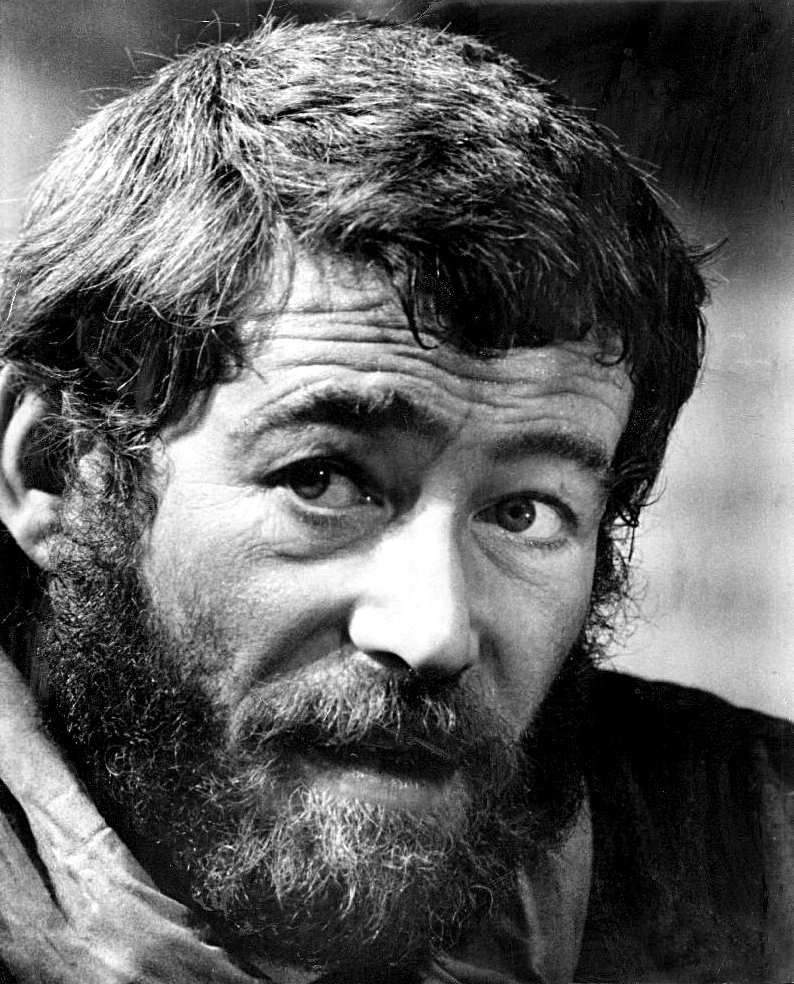
Peter O'Toole in Il leone d'inverno (1968)

Di origini irlandesi, figlio di Constance Jane Eliot Ferguson, un'infermiera scozzese, e di Patrick Joseph "Spats" O'Toole, un placcatore, calciatore e bibliotecario irlandese, O'Toole nacque e crebbe in Inghilterra, nella città di Leeds. Proprio al Teatro Civico di Leeds esordì nel 1949 a soli 17 anni come attore, per poi entrare, con una borsa di studio, alla Royal Academy of Dramatic Art. Nel 1955 si unì alla prestigiosa compagnia dell'Old Vic di Bristol, con la quale reciterà una sessantina di lavori celebri, per lo più del repertorio shakespeariano.
Esordì nel cinema nel 1960 con Il ragazzo rapito di Robert Stevenson, cui seguirono, nello stesso anno, Ombre bianche di Nicholas Ray e Furto alla banca d'Inghilterra di John Guillermin. Nel 1962 divenne una stella internazionale di prima grandezza grazie all'interpretazione di Thomas Edward Lawrence nel film Lawrence d'Arabia, diretto da David Lean. Divenuto molto popolare e ricercato da registi e produttori, da quel momento O'Toole intensificò il suo lavoro in televisione (dove aveva lavorato sin dal 1956) e soprattutto sul grande schermo, prendendo parte a numerosi film, tra i quali Becket e il suo re (1964) di Peter Glenville, accanto a Richard Burton, Lord Jim (1965) di Richard Brooks, Ciao Pussycat (1965) di Clive Donner, Come rubare un milione di dollari e vivere felici (1966) di William Wyler, con coprotagonista Audrey Hepburn, La Bibbia (1966) di John Huston, Il leone d'inverno (1968) di Anthony Harvey, ove affiancò Katharine Hepburn, Goodbye Mr. Chips (1969) di Herbert Ross.
Tra gli anni settanta e duemila proseguì la carriera sul grande schermo, oltre che in televisione, recitando in Lo strano triangolo (1970) di J. Lee Thompson, La classe dirigente (1972) di Peter Medak, L'uomo della Mancha (1972) di Arthur Hiller, Operazione Rosebud (1975) di Otto Preminger, Zulu Dawn (1979) di Douglas Hickox, Caligola (1979) di Tinto Brass, L'ospite d'onore (1982) di Richard Benjamin, Supergirl - La ragazza d'acciaio (1984)  di Jeannot Szwarc, Kim (1984) di John Howard Davies, L'ultimo imperatore (1987) di Bernardo Bertolucci, In una notte di chiaro di luna (1989) di Lina Wertmüller, Sua maestà viene da Las Vegas (1991) di David S. Ward, Phantoms (1998) di Joe Chappelle, Venus (2006) di Roger Michell e altri ancora. Fu il doppiatore del critico gastronomico Anton Ego nella versione originale di Ratatouille (2007) di Brad Bird e Jan Pinkava, il film animato della Pixar che narra la storia di un topo con la passione per la cucina. La sua ultima apparizione al cinema risale al 2008. Il 12 luglio 2012 l'attore, afflitto da gravi problemi di salute, decise di abbandonare la carriera cinematografica.

### Vita privata
Mentre studiava alla Royal Academy of Dramatic Art nei primi anni 1950, O'Toole fu attivista contro il coinvolgimento britannico nella guerra di Corea. Più tardi, nel 1960, fu attivo oppositore della guerra del Vietnam.
In una intervista al programma televisivo condotto da Dick Cavett nel 1972 O'Toole dichiarò fortemente di essere femminista, e supportare il Women's liberation movement.
Nel 1959 si sposò con l'attrice gallese Siân Phillips (sua partner nel 1964 in Becket e il suo re di Peter Glenville e nel 1971 in L'uomo che venne dal nord di Peter Yates), dalla quale ebbe due figlie: Kate (divenuta attrice) e Patricia. La coppia divorziò nel 1979. La Phillips in due autobiografie scrisse che O'Toole l'aveva sottoposta a crudeltà mentale, in gran parte alimentata dall'alcolismo e da attacchi di estrema gelosia. In seguito O'Toole si fidanzò con la modella Karen Brown, da cui ebbe un figlio, Lorcan Patrick O'Toole, divenuto anch'egli attore.
Nel 1963 fu coinvolto in una rissa con il celebre paparazzo Rino Barillari, che lo fotografò senza il suo consenso in via Veneto: O'Toole - ubriaco e in compagnia di una persona con cui non voleva farsi vedere pubblicamente - aggredì il ragazzo, all'epoca minorenne, e lo ferì all'orecchio con un pugno, venendo per questo denunciato dal padre di lui. Dopo tre anni, il divo e il re dei paparazzi chiusero il contenzioso con il primo che pagò al secondo un milione di lire come risarcimento.
Alla fine del 1970 gli venne diagnosticato un cancro allo stomaco causato dall'eccessivo consumo di alcol. L'attore fu sottoposto subito a un intervento chirurgico e successivamente, nel 1976, gli fu rimossa una gran parte dello stomaco, cosa che lo portò in seguito a soffrire di diabete. O'Toole fu anche un appassionato di rugby e di cricket, e visse per molto tempo a Clifden, County Galway, Irlanda fino dal 1963, per poi spostarsi a Dublino, Londra e Parigi (all'Hôtel Ritz), e infine a Londra. In un'intervista radiofonica con la BBC, rilasciata nel dicembre 2006, O'Toole rivelò di conoscere a memoria tutti i 154 sonetti di Shakespeare.
Morì il 14 dicembre 2013, all'età di 81 anni, al Wellington Hospital a Londra, dopo una lunga malattia. Il suo funerale si tenne presso il Golders Green Crematorium di Londra, dove il 21 dicembre il suo corpo fu cremato in una bara di vimini. Le ceneri sono conservate presso la residenza di Michael D. Higgins, attuale Presidente della Repubblica d'Irlanda e vecchio amico dell'attore.

## Riconoscimenti
O'Toole detiene il record del maggior numero di candidature al Premio Oscar come miglior attore protagonista senza averlo mai vinto, essendo stato candidato ben otto volte. L'ultima di queste candidature la ottenne nel 2007 per la sua interpretazione in Venus.
Nel 2003 L'Academy conferì all'attore l'Oscar alla carriera. O'Toole inizialmente avrebbe voluto rifiutare il premio, scrivendo all'Academy una lettera nella quale diceva di "sentirsi ancora in gioco" e voleva meritare qualcosa di più che "mendicare un premio simbolico". In seguito i suoi figli lo convinsero, dicendogli che quello era il più grande onore che si potesse ricevere nell'industria del cinema. O'Toole quindi accettò di apparire alla cerimonia, dove ricevette il premio dalle mani di Meryl Streep.
Furono inoltre nove le candidature di O'Toole al Golden Globe, con quattro vittorie complessive.

## Filmografia

### Cinema

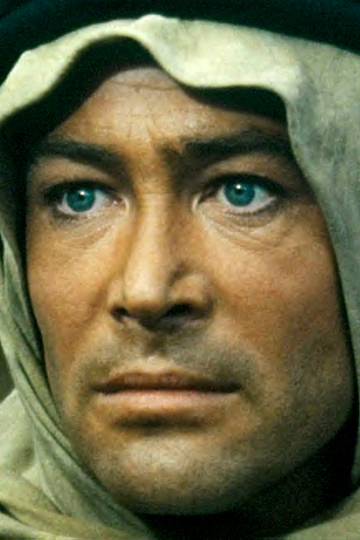
Peter O'Toole in Lawrence d'Arabia (1962)

- Il ragazzo rapito (Kidnapped), regia di Robert Stevenson (1960)
- Ombre bianche (The Savage Innocents), regia di Nicholas Ray (1960)
- Furto alla banca d'Inghilterra (The Day They Robbed the Bank of England), regia di John Guillermin (1960)
- Lawrence d'Arabia (Lawrence of Arabia), regia di David Lean (1962)
- Becket e il suo re (Becket), regia di Peter Glenville (1964)
- Lord Jim, regia di Richard Brooks (1965)
- Ciao Pussycat (What's New Pussycat?), regia di Clive Donner e Richard Talmadge (1965)
- Come rubare un milione di dollari e vivere felici (How to Steal a Million), regia di William Wyler (1966)
- La Bibbia (The Bible: In The Beginning), regia di John Huston (1966)
- La notte dei generali (The Night of the Generals), regia di Anatole Litvak (1967)
- James Bond 007 - Casino Royale (Casino Royale), regia di John Huston, Val Guest, Ken Hughes, Joseph McGrath e Robert Parrish (1967) - non accreditato
- Il leone d'inverno (The Lion in Winter), regia di Anthony Harvey (1968)
- Caterina sei grande (Great Catherine), regia di Gordon Flemyng (1968)
- Goodbye Mr. Chips, regia di Herbert Ross (1969)
- Lo strano triangolo (Country Dance), regia di J. Lee Thompson (1970)
- L'uomo che venne dal nord (Murphy's War), regia di Peter Yates (1971)
- La classe dirigente (The Ruling Class), regia di Peter Medak (1972)
- Under Milk Wood, regia di Andrew Sinclair (1972)
- L'uomo della Mancha (Man of La Mancha), regia di Arthur Hiller (1972)
- Operazione Rosebud (Rosebud), regia di Otto Preminger (1975)
- L'uomo venerdì (Man Friday), regia di Jack Gold (1975)
- Foxtrot, regia di Arturo Ripstein (1976)
- Hunter il selvaggio (Rogue Male), regia di Clive Donner (1976)
- Il gioco del potere (Power Play), regia di Martyn Burke (1978)
- Zulu Dawn, regia di Douglas Hickox (1979)
- Caligola (Caligula), regia di Tinto Brass (1979)
- Professione pericolo (The Stunt Man), regia di Richard Rush (1980)
- L'ospite d'onore (My Favorite Year), regia di Richard Benjamin (1982)
- Supergirl - La ragazza d'acciaio (Supergirl), regia di Jeannot Szwarc (1984)
- Dr. Creator - Specialista in miracoli (Creator), regia di Ivan Passer (1985)
- Club Paradise, regia di Harold Ramis (1986)
- L'ultimo imperatore, regia di Bernardo Bertolucci (1987)
- High Spirits - Fantasmi da legare (High Spirits), regia di Neil Jordan (1988)
- In una notte di chiaro di luna, regia di Lina Wertmüller (1989)
- Le ali del successo (Wings of Fame), regia di Otakar Votocek (1990)
- Il ladro dell'arcobaleno (The Rainbow Thief), regia di Alejandro Jodorowsky (1990)
- Sua maestà viene da Las Vegas (King Ralph), regia di David S. Ward (1991)
- Isabelle Eberhardt, regia di Ian Pringle (1991)
- Rebecca's Daughters, regia di Karl Francis (1992)
- The Seventh Coin, regia di Dror Soref (1992)
- Favole (FairyTale: A True Story), regia di Charles Sturridge (1997)
- Phantoms, regia di Joe Chappelle (1998)
- The Manor - La dimora del crimine (The Manor), regia di Ken Berris (1999)
- Molokai: The Story of Father Damien, regia di Paul Cox (1999)
- Global Heresy (Rock My World), regia di Sidney J. Furie (2002)
- The Final Curtain - L'ultimo sipario, regia di Patrick Harkins (2002)
- Bright Young Things, regia di Stephen Fry (2003)
- Troy, regia di Wolfgang Petersen (2004)
- Lassie, regia di Charles Sturridge (2005)
- Venus, regia di Roger Michell (2006)
- Una notte con il re (One Night with the King), regia di Michael O. Sajbel (2006)
- Stardust, regia di Matthew Vaughn (2007)
- Dean Spanley, regia di Toa Fraser (2008)
- Christmas Cottage, regia di Michael Campus (2008)
- Cristiada, regia di Dean Wright (2012)
- Katherine of Alexandria, regia di Michael Redwood (2014)
- The Whole World at Our Feet, regia di Salamat Mukhammed-Ali (2015)

### Televisione
- The Adventures of the Scarlet Pimpernel – serie TV, episodio 1x04 (1956)
- The Castiglioni Brothers, regia di Frank Dunlop – film TV (1958)
- Rendezvous – serie TV, 3 episodi (1959-1961)
- ITV Play of the Week – serie TV, 1 episodio (1967)
- Hunger il selvaggio (Rogue Male), regia di Clive Donner – film TV (1976)
- Ombre su Dublino (Strumpet City) – miniserie TV (1980)
- Masada, regia di Boris Sagal – miniserie TV (1981)
- Man and Superman, regia di Patrick Dromgoole e Alex Kirby – film TV (1982)
- La ragazza e il professore (Svengali), regia di Anthony Harvey – film TV (1983)
- Pygmalion, regia di Alan Cooke – film TV (1983)
- Kim, regia di John Howard Davies – film TV (1984)
- The Ray Bradbury Theater – serie TV, 1 episodio (1986)
- The Dark Angel – miniserie TV (1989)
- Crossing to Freedom, regia di Norman Stone – film TV (1990)
- Civvies – miniserie TV (1992)
- Heaven & Hell: North & South, Book III – miniserie TV (1994)
- Heavy Weather, regia di Jack Gold – film TV (1995)
- I viaggi di Gulliver (Gulliver's Travels) – miniserie TV (1996)
- Ritorno a casa (Rosamund Pilcher's Coming Home), regia di Giles Foster – miniserie TV (1998)
- Giovanna d'Arco (Joan of Arc), regia di Christian Duguay – miniserie TV (1999)
- Jeffrey Bernard Is Unwell, regia di Tom Kinninmont e Peter O'Toole – film TV (1999)
- The Education of Max Bickford – serie TV, 1 episodio (2002)
- Il giovane Hitler (Hitler: The Rise of Evil), regia di Christian Duguay – film TV (2003)
- Augusto - Il primo imperatore (Imperium: Augustus), regia di Roger Young – miniserie TV (2003)
- Casanova, regia di Sheree Folkson – miniserie TV (2005)
- I Tudors (The Tudors) – serie TV, 7 episodi (2008)
- Iron Road – miniserie TV (2008)

### Doppiatore
- Castelli di sabbia (The Sandpiper), regia di Vincente Minnelli (1965)
- Il segno dei quattro (Sherlock Holmes and the Sign of Four) – film TV (1983)
- La valle della paura (Sherlock Holmes and the Valley of Fear) – film TV (1983)
- Uno studio in rosso (Sherlock Holmes and a Study in Scarlet) – film TV (1983)
- Il mastino di Baskerville (Sherlock Holmes and the Baskerville Curse) – film TV (1983)
- La favola del principe schiaccianoci (The Nutcracker Prince), regia di Paul Schibli (1990)
- Ratatouille, regia di Brad Bird (2007)
- Eldorado, regia di Richard Driscoll (2012)

## Teatro (parziale)
- Re Lear, di William Shakespeare. Bristol Old Vic di Bristol (1955)
- Il maggiore Barbara, di George Bernard Shaw. Bristol Old Vic di Bristol (1956)
- Otello, di William Shakespeare. Bristol Old Vic di Bristol (1956)
- Pigmalione, di George Bernard Shaw. Bristol Old Vic di Bristol (1957)
- Sogno di una notte di mezza estate, di William Shakespeare. Bristol Old Vic di Bristol (1957)
- Ricorda con rabbia, di John Osborne. Bristol Old Vic di Bristol (1957)
- Uomo e superuomo, di George Bernard Shaw. Bristol Old Vic di Bristol (1958)
- Amleto, di William Shakespeare. Bristol Old Vic di Bristol (1958)
- Aspettando Godot, di Samuel Beckett. Bristol Old Vic di Bristol (1958)
- La bisbetica domata, di William Shakespeare. Royal Shakespeare Theatre di Stratford-upon-Avon (1960)
- Il mercante di Venezia, di William Shakespeare. Royal Shakespeare Theatre di Stratford-upon-Avon (1960)
- Troilo e Cressida, di William Shakespeare. Royal Shakespeare Theatre di Stratford-upon-Avon (1960)
- Amleto, di William Shakespeare. Old Vic di Londra (1963)
- Baal, di Bertolt Brecht. Phoenix Theatre di Londra (1965)
- Uomo e superuomo, di George Bernard Shaw. Gaiety Theatre di Dublino (1966)
- Aspettando Godot, di Samuel Beckett. Abbey Theatre di Dublino (1969)
- Zio Vanja, di Anton Cechov. Bristol Old Vic di Bristol (1973), Alexandra Theatre di Toronto (1978)
- Il divo Garry, di Noël Coward Theatre. Alexandra Theatre di Toronto (1978)
- Caligola, di Albert Camus. Alexandra Theatre di Toronto (1978)
- Macbeth, di William Shakespeare. Old Vic di Londra (1980)
- Uomo e superuomo, di George Bernard Shaw. Haymarket Theatre di Londra (1981)
- Pigmalione, di George Bernard Shaw. Shaftesbury Theatre di Londra (1984), Gerald Schoenfeld Theatre di Broadway (1989)

## Premi e candidature

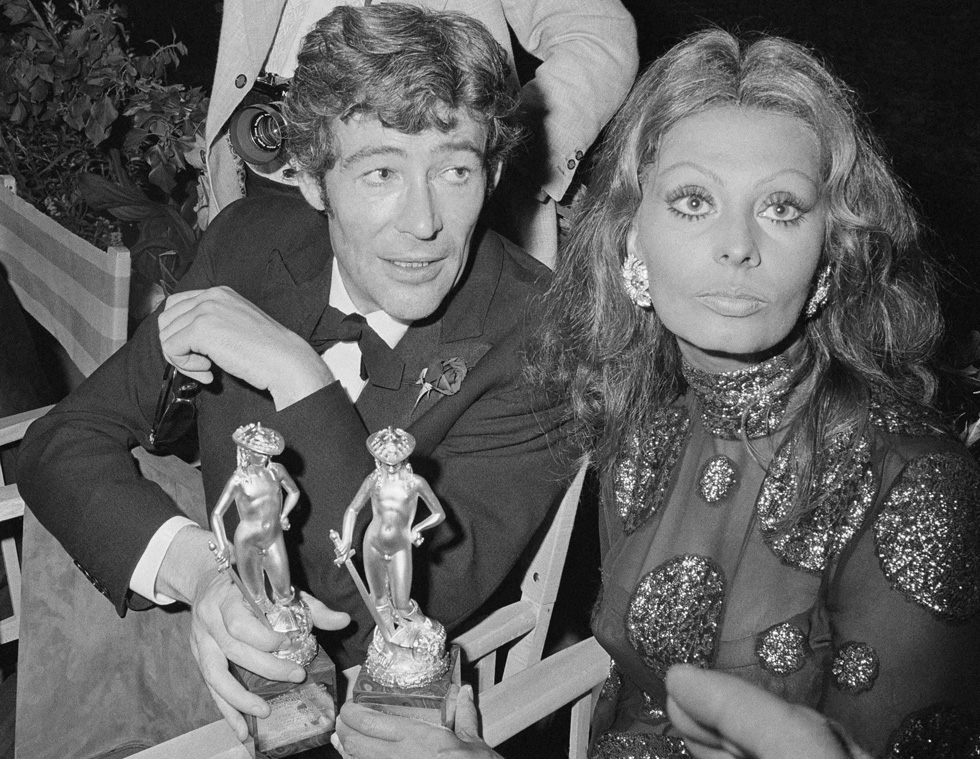
Peter O'Toole con Sophia Loren ai David di Donatello del 1970 col premio conquistato come migliore attore straniero

### Premio Oscar
- 1963 - Candidatura al miglior attore per Lawrence d'Arabia
- 1965 - Candidatura al miglior attore per Becket e il suo re
- 1969 - Candidatura al miglior attore per Il leone d'inverno
- 1970 - Candidatura al miglior attore per Goodbye Mr. Chips
- 1973 - Candidatura al miglior attore per La classe dirigente
- 1981 - Candidatura al miglior attore per Professione pericolo
- 1983 - Candidatura al miglior attore per L'ospite d'onore
- 2003 - Oscar alla carriera
- 2007 - Candidatura al miglior attore per Venus

### Golden Globe
- 1963 - Candidatura Golden Globe per il miglior attore in un film drammatico per Lawrence d'Arabia
- 1963 - Golden Globe per il miglior attore debuttante per Lawrence d'Arabia
- 1965 - Golden Globe per il miglior attore in un film drammatico per Becket e il suo re
- 1969 - Golden Globe per il miglior attore in un film drammatico per Il leone d'inverno
- 1970 - Golden Globe per il miglior attore in un film commedia o musicale per Goodbye Mr. Chips
- 1973 - Candidatura Golden Globe per il miglior attore in un film commedia o musicale per L'uomo della Mancha
- 1981 - Candidatura Golden Globe per il miglior attore in un film drammatico per Professione pericolo
- 1983 - Candidatura Golden Globe per il miglior attore in un film commedia o musicale per L'ospite d'onore
- 2007 - Candidatura Golden Globe per il miglior attore in un film drammatico per Venus

### BAFTA
- 1963 - Miglior attore britannico per Lawrence d'Arabia
- 1965 - Candidatura Miglior attore britannico per Becket e il suo re
- 1989 - Candidatura Miglior attore non protagonista per L'ultimo imperatore
- 2007 - Candidatura Miglior attore protagonista per Venus

### David di Donatello
- 1970 - Miglior attore straniero per Goodbye Mr. Chips
- 1988 - Miglior attore non protagonista per L'ultimo imperatore

## Doppiatori italiani
Nelle versioni in italiano delle opere in cui ha recitato, Peter O'Toole è stato doppiato da:
- Sergio Graziani in Lawrence d'Arabia[14], Becket e il suo re, Lord Jim, Ciao Pussycat, Come rubare un milione di dollari e vivere felici, La notte dei generali, Il leone d'inverno, Goodbye Mr. Chips, L'uomo che venne dal nord, La classe dirigente, L'uomo della Mancha, Zulu Dawn, Caligola, I viaggi di Gulliver, Phantoms, Giovanna d'Arco, Augusto - Il primo imperatore, Troy, Stardust, I Tudors, Iron Road
- Giuseppe Rinaldi ne L'ultimo imperatore, High Spirits - Fantasmi da legare, Sua maestà viene da Las Vegas, Favole
- Romano Malaspina ne La ragazza e il professore, Il ladro dell'arcobaleno
- Michele Kalamera in Dr. Creator - Specialista in miracoli, Lassie
- Carlo Reali ne Il giovane Hitler, Cristiada
- Dario Penne in Casanova, Dean Spanley
- Silvano Tranquilli in Ombre bianche
- Riccardo Cucciolla ne La Bibbia
- Claudio De Davide ne Il gioco del potere
- Luciano Melani in Supergirl - La ragazza d'acciaio
- Sandro Pellegrini in Club Paradise
- Nando Gazzolo in Furto alla banca d'Inghilterra
- Gianni Bonagura in In una notte di chiaro di luna
- Walter Maestosi in Ritorno a casa
- Gianni Musy in The Manor - La dimora del crimine
- Dante Biagioni in Global Heresy

Da doppiatore è sostituito da:
- Sandro Pellegrini ne La favola del principe schiaccianoci
- Pietro Biondi in Ratatouille

## Nella cultura popolare
Il personaggio dei fumetti Alan Ford, ideato da Max Bunker e dal disegnatore Magnus, è ispirato alle fattezze di Peter O'Toole.